# Zbigniew Brzeziński

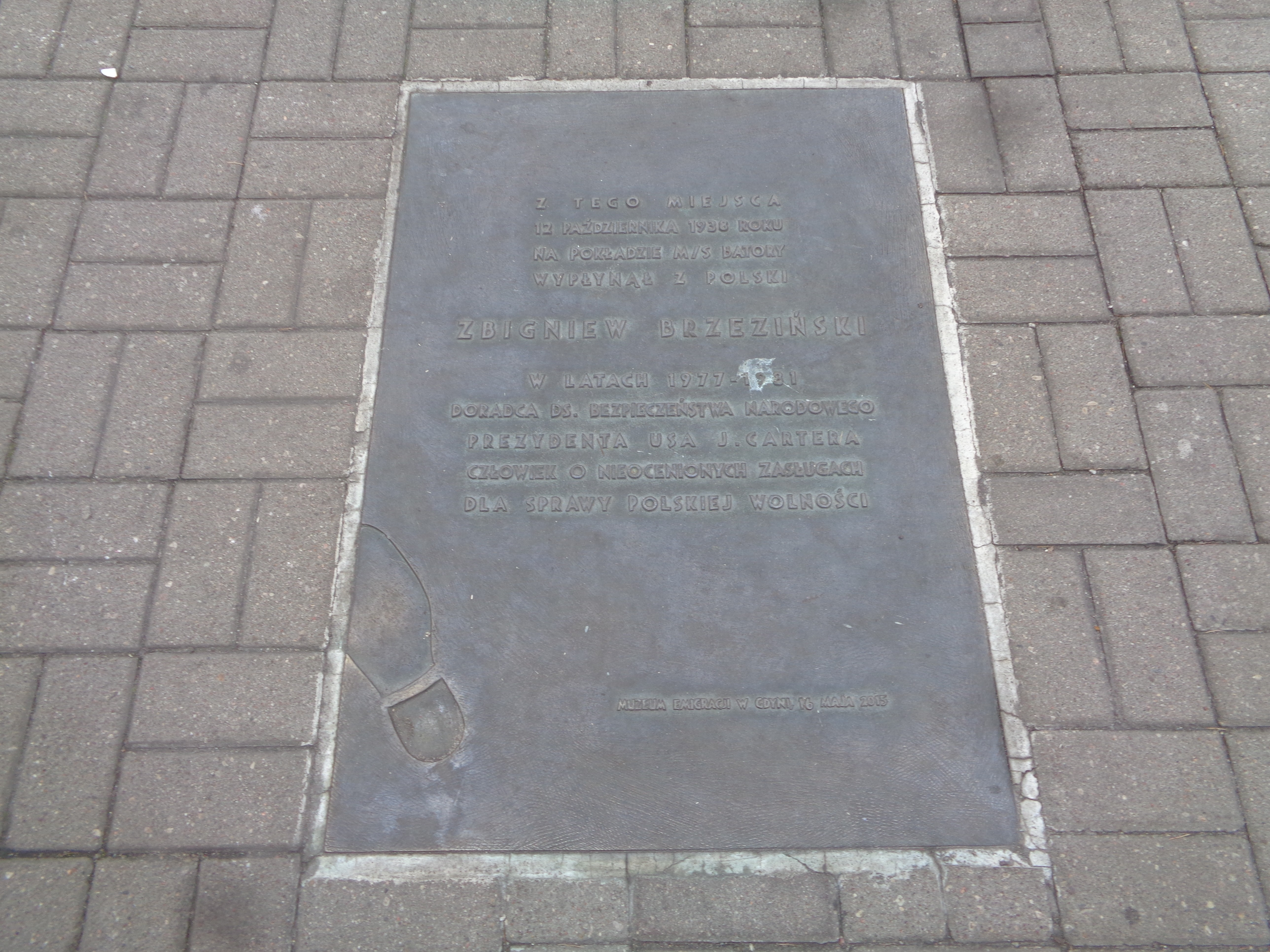
Tablica upamiętniająca emigrację Zbigniewa Brzezińskiego na placu Gombrowicza w Gdyni

Zbigniew Kazimierz Brzeziński (ur. 28 marca 1928 w Warszawie, zm. 26 maja 2017 w Falls Church) – polsko-amerykański politolog, sowietolog, profesor nauk politycznych na Uniwersytecie Columbia oraz Uniwersytecie Johnsa Hopkinsa, geostrateg i dyplomata; doradca do spraw bezpieczeństwa narodowego Stanów Zjednoczonych w czasie prezydentury Jimmy’ego Cartera (1977–1981), wcześniej doradca prezydentów Lyndona Bainesa Johnsona oraz Johna Fitzgeralda Kennedy’ego. Kawaler Orderu Orła Białego i Prezydenckiego Medalu Wolności.
Odegrał znaczącą rolę w procesie normalizacji stosunków z Chińską Republiką Ludową, a także przy zawarciu układu Strategic Arms Limitation Treaty II (SALT II) ze Związkiem Radzieckim oraz porozumienia z Camp David regulującego pokojowe relacje egipsko-izraelskie. Działał również na rzecz wsparcia opozycji antykomunistycznej, w tym Niezależnego Samorządnego Związku Zawodowego „Solidarność” w Polsce i mudżahedinów w Afganistanie.

## Życiorys

### Młodość
Wywodził się ze szlacheckiej rodziny herbu Trąby z Brzeżan. Urodził się 28 marca 1928 w Warszawie jako syn dyplomaty Tadeusza Brzezińskiego i Leonii, z d. Roman, w latach 1928–1931 mieszkał w Lille, w latach 1931–1935 w Lipsku, gdzie jego ojciec pracował jako konsul. Część dzieciństwa spędził w Przemyślu (dom dziadków przy ul. Sienkiewicza 5, Szkoła Powszechna im. Tadeusza Czackiego przy ul. Sienkiewicza 3). W latach 1936–1938 mieszkał z matką w Warszawie (ojciec objął placówkę konsularną w Charkowie), w październiku 1938 wyjechał z rodzicami do Kanady, gdzie Tadeusz Brzeziński został konsulem generalnym w Montrealu, tam rozpoczął naukę w Newman House School, następnie uczył się w St. Leon’s High School w Montrealu. Dopiero po 15 roku życia nauczył się płynnie mówić po angielsku. W dzieciństwie chorował na polio i musiał poruszać się o kulach. Podczas II wojny światowej wychowywał się z synem Kazimierza i Jadwigi Sosnkowskich, Zygmuntem.

### Wykształcenie
Od 1945 studiował politologię i ekonomię na Uniwersytecie McGilla w Montrealu, tam w 1950 uzyskał tytuł magistra (ang. Master of Arts), na podstawie pracy Russo-Soviet Nationalism. Od 1950 studiował w Ośrodku Badań Rosyjskich (Russian Research Center) Uniwersytetu Harvarda, gdzie był asystentem Merle’a Fainsoda. Tam w 1953 obronił pracę doktorską The Permanent Purge and Soviet Totalitarianism.

### Praca naukowa i działalność publiczna
W 1953 został wykładowcą w katedrze nauki o państwie Uniwersytetu Harvarda, razem z Carlem Friedrichem podjął także badania nad zagadnieniem totalitaryzmu, uwieńczone wydaną w 1956 pracą Totalitarian Dictatorship and Autocracy, w której postawiono szeroko dyskutowaną tezę, iż ustrój radziecki i nazistowski są „zasadniczo podobne”. Po dojściu do władzy w ZSRR Nikity Chruszczowa wskazywał na odrębności poszczególnych krajów bloku sowieckiego oraz sugerował aktywną politykę amerykańską zmierzającą do „demokratycznej neutralizacji” Europy Wschodniej. Od 1957 zajmował się badaniem tzw. „narodowego komunizmu”, w 1960 wydał poświęconą temu zagadnieniu książkę Soviet bloc. Unity and conflict, która w kolejnych latach została uznana za jedną z ważniejszych prac poświęconych Europie Wschodniej. Sformułował wówczas strategię tzw. pokojowego zaangażowania (jako alternatywę dla nieskutecznej jego zdaniem tzw. doktryny wyzwalania), w ramach której proponował wciągnięcie do współpracy z USA niektórych bardziej niezależnych państw komunistycznych, tak, aby z jednej strony doprowadzić do podziałów wewnątrz bloku sowieckiego, z drugiej wykorzystać niektóre z tych państw jako „pas transmisyjny” wpływający także na zbliżenie ZSRR do Europy Zachodniej. Zaowocowało to m.in. okazjonalną współpracą z ówczesnym senatorem Johnem F. Kennedym, który w 1957 zaproponował ustawę znoszącą niektóre restrykcje w stosunkach USA z niektórymi krajami bloku wschodniego. Od 1958 roku Zbigniew Brzeziński posiadał obywatelstwo amerykańskie.
W 1959 Uniwersytet Harvarda przyznał profesurę późniejszemu sekretarzowi stanu Henry’emu Kissingerowi zamiast Brzezińskiemu, w związku z czym w drugiej połowie tego roku rozpoczął pracę jako profesor na Wydziale Prawa i Nauk Politycznych na Uniwersytecie Columbia. W 1960 został członkiem Council on Foreign Relations. Latem 1960 zaangażował się w kampanię prezydencką Johna F. Kennedy’ego, w zespole zajmującym się sformułowaniem celów polityki zagranicznej. Latem 1961 razem z Williamem Griffithem opublikował w Foreign Affairs artykuł Peaceful Engagement in Eastern Europe, w którym kolejny raz przedstawił swoją strategię stopniowego przekształcania krajów Europy Wschodniej w państwa neutralne i demokratyczne, a przy tym niezależne od ZSRR. W październiku 1961 został natomiast dyrektorem nowo utworzonego na Columbii Instytutu Badań nad Komunizmem. Jego asystentami byli m.in. Charles Gati i Toby Gati, a wśród studentów Madeleine Albright oraz William Odom (który w administracji J. Cartera zostanie asystentem Brzezińskiego ds. militarnych).
W 1964 opublikował razem z Samuelem Huntingtonem książkę Political Power: USA/USSR, w której odrzucił popularne na lewicy tezy o potencjalnym zbliżeniu się Stanów Zjednoczonych i Związku Radzieckiego jako państw „uprzemysłowionych”. Sam uważał wówczas, że ZSRR wchodzi w epokę stagnacji i upadku, a także jest za słaby, aby podjąć działania w celu dominacji nad światem. Od połowy lat 60. występował często jako komentator w dyskusjach telewizyjnych, w tym charakterze bronił m.in. decyzji o zaangażowaniu w wojnę wietnamską. W 1965 opublikował pracę Alternative to Partition. For a broader Conception of America’s Role in Europe, w której postulował sformułowanie ogólnoeuropejskiego planu gospodarczego, który zmniejszyłby nierówności w sztucznie podzielonej Europie. W 1966 skorzystał z urlopu na uczelni i po semestrze wiosennym podjął pracę w Biurze Planowania Politycznego Departamentu Stanu, gdzie zajmował się polityką amerykańską wobec Europy Wschodniej, jego wpływy zostały dostrzeżone m.in. przez „Newsweek”, który w listopadzie 1966 poświęcił mu artykuł The Thinker, w którym nazwano go „prawdziwą kopalnią nowych idei” oraz „jedną z najszybciej wschodzących gwiazd administracji Johnsona”. Politycy republikańscy uważali jednak koncepcję pokojowego zaangażowania za zbyt miękką wobec bloku sowieckiego. W grudniu 1967 odszedł z Departamentu Stanu i powrócił na Columbię.
Pomimo powrotu na uczelnię, nie zerwał kontaktów z administracją L. Johnsona i w lutym 1968 wyjechał z delegacją rządową do Wietnamu, następnie rekomendował wycofanie z tego państwa większości wojska, od kwietnia 1968 zaangażował się w kampanię prezydencką Huberta Humphreya. W 1970 opublikował książkę Between Two Ages. America’s Role in Technetronic Era, w której opisywał międzynarodowy układ sił wywołany eksplozją demograficzną i rozwojem techniki. Postulował w niej zwiększenie pomocy dla krajów trzeciego świata i zacieśnienie współpracy krajów demokratycznych. Pod koniec 1970 wyjechał na półroczne stypendium do Japonii, której poświęcił następnie pracę The Fragile Blossom. Crisis and Change in Japan (wyd. 1972). W 1973 został pierwszym przewodniczącym nowo powstałej Komisji Trójstronnej, której celem było zbudowanie płaszczyzny kontaktów USA, krajów europejskich i Japonii. Uważany za „jastrzębia” w polityce zagranicznej, krytykował zbyt dalekie ustępstwa polityki détente. Poparł jednak Akt końcowy Konferencji Bezpieczeństwa i Współpracy w Europie, uważając go za szansę promocji idei demokratycznych w krajach bloku sowieckiego.

### Doradca prezydenta Cartera

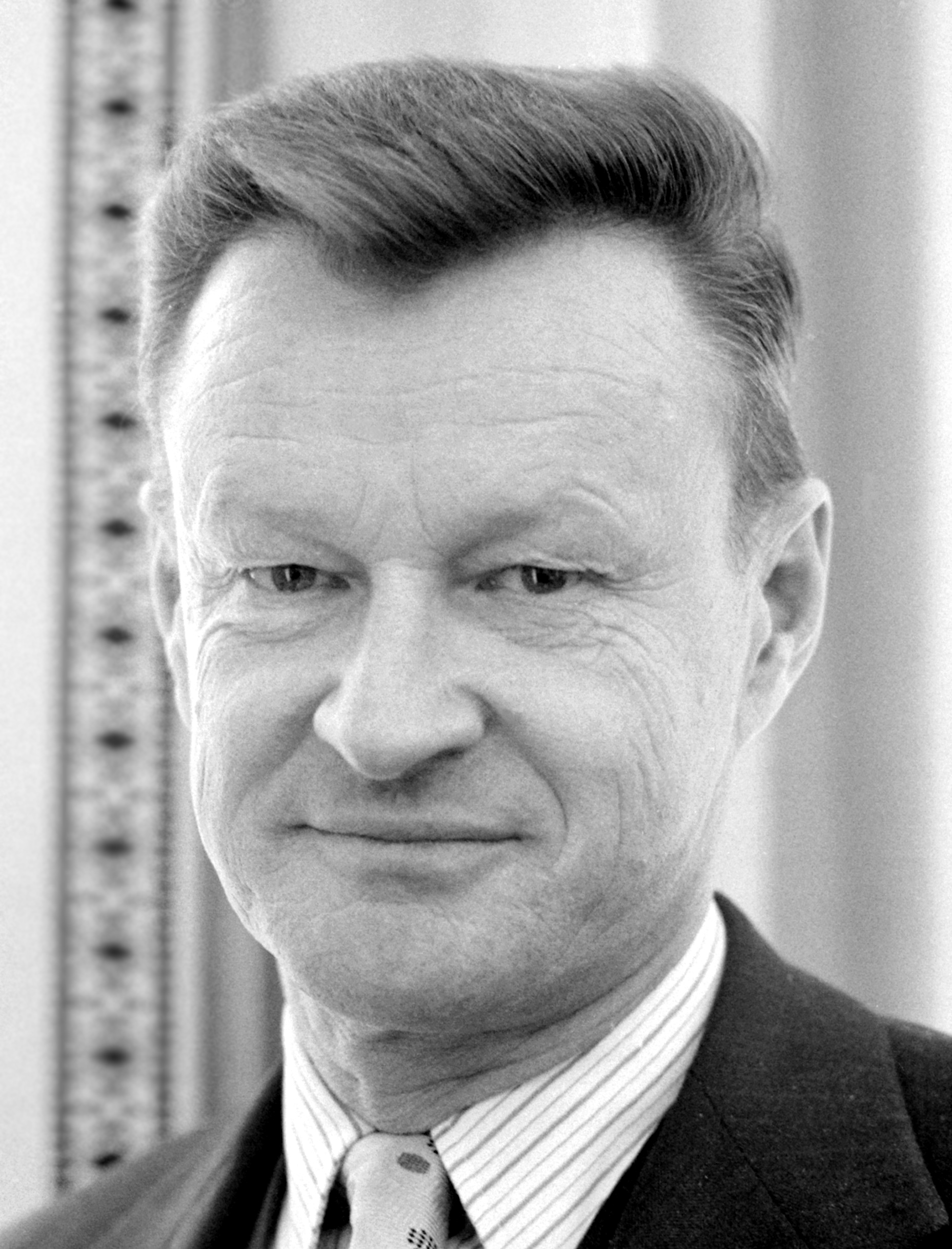
Zbigniew Brzeziński w 1977

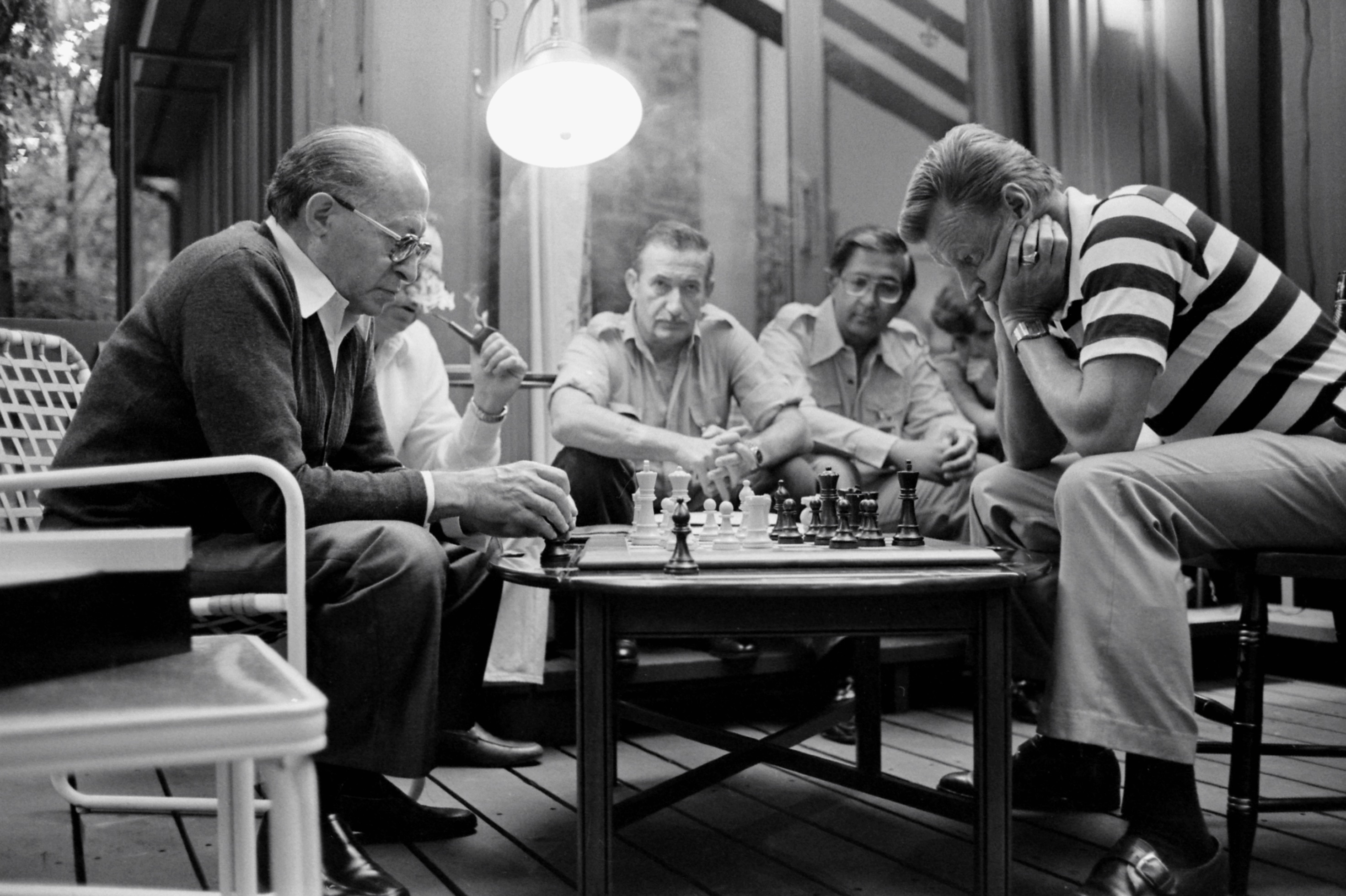
Menachem Begin i Zbigniew Brzeziński podczas partii szachów w przerwie rokowań w Camp David w 1978

Jako przewodniczący Komisji Trójstronnej poznał jej członka, ówczesnego gubernatora stanu Georgia, Jimmy’ego Cartera i wsparł go następnie w kampanii prezydenckiej, formułując podstawowe cele polityki zagranicznej. W 1977 został w administracji Cartera doradcą ds. bezpieczeństwa narodowego. W tej roli postulował wykorzystanie polityki détente do osłabienia i w konsekwencji upadku ZSRR, proponował wykorzystanie Aktu końcowego Konferencji Bezpieczeństwa i Współpracy w Europie w ideologicznej konfrontacji z blokiem sowieckim. Już na początku kadencji skłonił prezydenta do wysłania listu do Andrieja Sacharowa, w odpowiedzi na gratulacje otrzymane w związku z wyborem, w kolejnych latach wsparł zwiększenie nakładów finansowych na Radio Wolna Europa i Radio Swoboda, poszukiwał dróg pomocy nierosyjskim narodom Związku Radzieckiego, dążył do pogłębienia relacji z Egiptem i Arabią Saudyjską (by umieścić relacje z Izraelem w bardziej bezstronnym kontekście) oraz Chinami. Prowadził tajne negocjacje celu nawiązania z tym ostatnim krajem stosunków dyplomatycznych, co stało się 1 stycznia 1979. Był sceptyczny wobec militarnego zaangażowania w Iranie, po upadku Mohammada Rezy Pahlawiego, z uwagi na kontekst historyczny, w tym pamięć o niedawnym kolonializmie. Popierał natomiast rozmieszczenie amerykańskich sił zbrojnych w rejonie Bliskiego Wschodu i Oceanu Indyjskiego, przede wszystkim w kontekście groźby sowieckiej interwencji w Afganistanie, oraz pomoc muzułmańskim rebeliantom w tym ostatnim kraju. Po radzieckiej interwencji w Afganistanie domagał się zdecydowanych działań w celu doprowadzenia do wycofania wojsk radzieckich, a co najmniej zmaksymalizowania kosztów obecności ZSRR tamże, rekomendował też przeprowadzenie (ostatecznie nieudanej) akcji komandosów w celu uwolnienia amerykańskich zakładników w Iranie. Wewnątrz administracji był częstym adwersarzem sekretarza stanu Cyrusa Vance’a, który uważał stanowisko Brzezińskiego za zbyt radykalne w stosunku do bloku sowieckiego.
W sierpniu 1980 był pomysłodawcą prezydenckiej dyrektywy nr 59, zakładającej zmianę strategii prowadzenia wojny nuklearnej i przewidującej atak na radzieckie instalacje militarne, zamiast skupiska ludności cywilnej. Pod koniec 1980 wsparł działania J. Cartera w celu zapobieżenia groźbie interwencji ZSRR w Polsce. Uważał przy tym, że stanowisko amerykańskie może być „języczkiem u wagi” w przypadku podziałów wewnątrz władz sowieckich.

### Dalsze lata
Prezydent Ronald Reagan zaproponował mu, aby pozostał na stanowisku doradcy ds. bezpieczeństwa narodowego, ale Brzeziński odmówił, czując, że nowy prezydent potrzebuje świeżej perspektywy, na której będzie mógł budować swoją politykę zagraniczną.
W 1981 związał się z waszyngtońskim Centrum Badań Strategicznych i Międzynarodowych Uniwersytetu Georgetown, powrócił także do wykładów na Uniwersytecie Columbia, gdzie prowadził wykłady poświęcone polityce bezpieczeństwa narodowego Stanów Zjednoczonych w latach osiemdziesiątych. W 1983 opublikował wspomnienia Power and Principle. Memoirs of the National Security Adviser. 1977-1981.

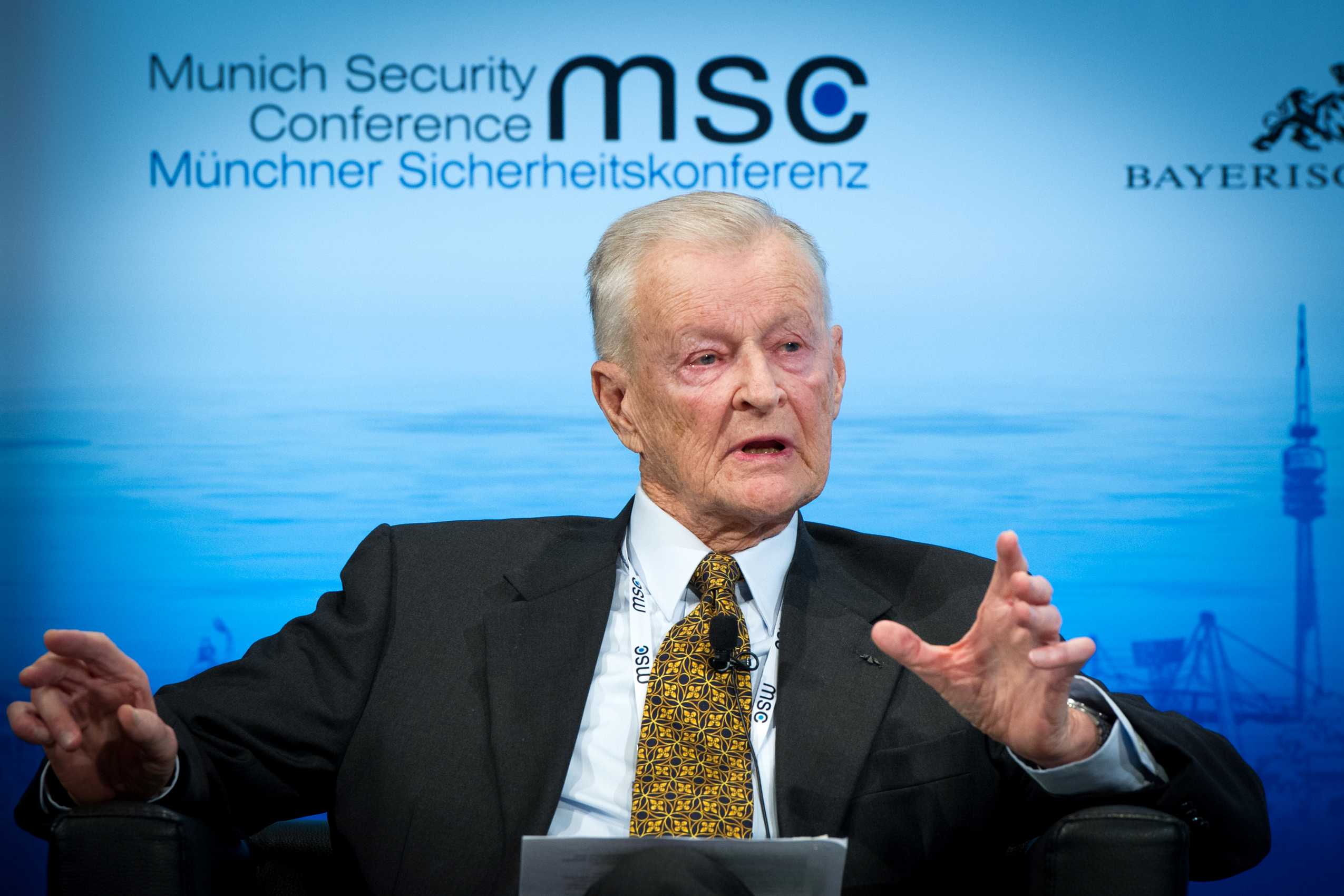
Zbigniew Brzeziński podczas konferencji (2014)

Politykę Ronalda Reagana oceniał częściowo krytycznie, domagał się zróżnicowania polityki wobec ZSRR i innych krajów bloku sowieckiego, w tym przede wszystkim Polski, postulował nawiązanie rozmów z Organizacją Wyzwolenia Palestyny. Z drugiej strony wbrew stanowisku Partii Demokratycznej popierał niektóre posunięcia w zakresie polityki obronnej, w tym Strategic Defense Initiative i inwazję na Grenadę, a także bombardowanie Libii w 1986. Był ostrożny wobec perspektyw związanych z wyborem Michaiła Gorbaczowa na stanowisko I Sekretarza KPZR. W 1987 opublikował książkę Game Plan. How to Conduct the U.S.-Soviet Contest, w której stwierdził, że zachodni model cywilizacji prezentowany przez USA, Europę Zachodnią i Japonię wygrał ostatecznie walkę ideologiczną i filozoficzną z modelem radzieckim. Wbrew stanowisku Departamentu Stanu zachęcał wiceprezydenta George’a H.W. Busha do wizyty w Polsce. Następnie został członkiem zespołu ds. bezpieczeństwa narodowego w sztabie wyborczym Busha w kampanii prezydenckiej. W 1989 wydał książkę Grand Failure: The Birth and Death of Communism in the Twentieth Century, jednoznacznie krytyczną wobec systemu sowieckiego i sugerującą implozję ZSRR z przyczyn narodowościowych. Był przeciwny militarnemu atakowi na Irak, sugerując jako skuteczniejsze rozmowy dyplomatyczne. W wyborach prezydenckich w 1992 poparł Billa Clintona, uważając politykę zagraniczną Busha za nieskuteczną. W czasie konfliktu w byłej Jugosławii domagał się użycia przez USA siły w celu przeciwdziałania ludobójstwu. W 1993 opublikował książkę Out of Control. Global Turmoil on the Eve of the Twenty-First Century, w której krytykował konsumpcjonizm społeczeństw Zachodu połączony z brakiem zainteresowania sprawami świata. W 1994 wysunięto w Polsce jego kandydaturę na urząd Prezydenta, propozycję tę jednak odrzucił. Zaangażował się natomiast w lobbing za rozszerzeniem NATO i przyjęciem do sojuszu Polski, Czech i Węgier. Kolejną książkę, wydaną w 1997 Grand Chessboard. American primacy and its geostrategic imperatives poświęcił roli USA w rozwiązywaniu potencjalnych kryzysów światowych, szczególną uwagę zwracając na Afganistan. Sprzeciwiał się jednak zaangażowaniu w wewnętrzną wojnę w Afganistanie, uważając, że celem USA powinno być jedynie zniszczenie Al-Ka’idy. Pozostawał także sceptyczny wobec II wojny w Zatoce Perskiej, uważając, że świat uzna tę wojnę za agresywną, co podważy amerykańskie przywództwo w świecie. Wydaną w 2004 książkę The Choice. Global Domination or Global Leadership poświęcił realnej alternatywie wobec polityki zagranicznej George’a W. Busha, natomiast opublikowaną w 2007 Second chance analizie polityki zagranicznej trzech ostatnich prezydentów USA. W tej drugiej książce apelował, aby kraje Zachodu połączyły siły i środki, w celu zapobieżenia wybuchom społecznym w świecie postkolonialnym. W 2008 zaangażował się w kampanię prezydencką Baracka Obamy.
Był zwolennikiem budowy w Polsce elementów tzw. tarczy antyrakietowej, czyli bazy antyrakiet stwierdzając, że: „umieszczenie amerykańskiej tarczy w Polsce wzmacnia jej sojusz z USA”. Krytykował administrację George’a Busha za uległość w sprawie tarczy wobec Rosji. Wyrazem tej krytyki było twierdzenie, że „Putin od roku pluje w twarz Stanom Zjednoczonym, a w odpowiedzi dostaje zaproszenie na rodzinne spotkanie”.

### Rodzina
Jego ojcem był Tadeusz Brzeziński, a matką Leonia z d. Roman. Żonaty był z rzeźbiarką Emilie Benes (ur. 1932 w Genewie), Amerykanką czeskiego pochodzenia, stryjeczną wnuczką prezydenta Czechosłowacji Edvarda Beneša. Miał troje dzieci: synów Iana – analityka i politologa i Marka (ur. 1965) – prawnika, ambasadora USA w Polsce oraz córkę Mikę (ur. 1967) – dziennikarkę. Jego dziadkiem był znany w Przemyślu sędzia i społecznik Kazimierz Brzeziński (zm. 1924).

### Śmierć
Zmarł 26 maja 2017 w szpitalu w Falls Church, w stanie Wirginia. Ceremonia pogrzebowa odbyła się 9 czerwca w katedrze św. Mateusza Apostoła w Waszyngtonie; mowę pożegnalną wygłosił były prezydent Stanów Zjednoczonych Jimmy Carter.

## Odznaczenia i wyróżnienia

### Odznaczenia państwowe
- Prezydencki Medal Wolności (Stany Zjednoczone, 1981)
- Order Orła Białego (1995)[87]
- Order Stara Płanina (Bułgaria, 2001)
- Order Tomáša Garrigue Masaryka I klasy (Czechy, 1998)[88]
- Order Wielkiego Księcia Giedymina I klasy (Litwa, 1998)
- Order Trzech Gwiazd II klasy (Łotwa, 2007)[89]
- Krzyż Wielki Orderu Zasługi (Niemcy, 2009)[90]
- Wielki Oficer Orderu Gwiazdy Rumunii (Rumunia, 2003)[91]
- Krzyż Prezydenta Republiki Słowackiej II Stopnia (Słowacja, 2002)[92]
- Order Za Zasługi I klasy (Ukraina, 1996)
- Order Księcia Jarosława Mądrego III klasy (Ukraina)

### Doktoraty honorowe
Kilka uczelni wyróżniło go tytułem Doktora honoris causa:
- Katolicki Uniwersytet w Dublinie
- Katolicki Uniwersytet Lubelski Jana Pawła II (21 czerwca 1990)[93]
- Uniwersytet Warszawski (2 maja 1991)[94]
- Uniwersytet Jagielloński (16 czerwca 2000; uhonorowano go m.in. za zasługi dla zapobieżenia interwencji rosyjskiej w Polsce w latach 1980–1981 oraz zabiegi na rzecz przyjęcia Polski do NATO)
- Akademia Obrony Narodowej (15 marca 2002)
- Uniwersytet Wileński (15 października 2003)

### Inne wyróżnienia
Został honorowym obywatelem:
- Przemyśla (1990)[95]
- Lwowa (1998)[96]
- Krakowa (2001)[97]
- Gdańska (2002)[98]
- Wilna (2003)[99].

Był członkiem Polskiego Towarzystwa Naukowego na Obczyźnie oraz członkiem zagranicznym Polskiej Akademii Umiejętności (od 1991).
Był członkiem Amerykańskiej Akademii Sztuk i Nauk (ang. AAA&S) (od 1969).
Pełnił funkcję honorowego przewodniczącego Kolegium Europy Wschodniej im. Jana Nowaka-Jeziorańskiego.
W 1998 r. otrzymał Medal św. Brata Alberta za wspieranie osób niepełnosprawnych w Polsce.
W 2006 „Gazeta Wyborcza” wyróżniła go tytułem Człowieka Roku. Laudację na cześć laureata wygłosił były minister spraw zagranicznych Stefan Meller.
Jest bohaterem filmu dokumentalnego Katarzyny Kolendy-Zaleskiej pt. Strateg (TVN, 2013).
W 2014 został wyróżniony Nagrodą Jana Nowaka-Jeziorańskiego.

### Upamiętnienie
Od 4 czerwca 2018 roku jest patronem ulicy na wrocławskich Strachowicach, łączącej rondo 4 Czerwca 1989 r. z aleją Prezydenta Ryszarda Kaczorowskiego. W uroczystości odsłonięcia tablicy z nazwą ulicy wzięli udział m.in. Mark Brzezinski, Lech Wałęsa, Leszek Balcerowicz i prezydent Wrocławia Rafał Dutkiewicz. W 2022 roku jego imieniem nazwano ciąg pieszy w dzielnicy Śródmieście w Warszawie.

## Publikacje
- Totalitarian Dictatorship and Autocracy (Totalitarne dyktatorstwo i samowładztwo) (1956).
- Ideology and Power in Soviet Politics (Ideologia i władza w sowieckiej polityce) (1962).
- Plan gry (1986).
- Cztery lata w Białym Domu. Wspomnienia doradcy do spraw bezpieczeństwa państwa 1977-1981, Wyd. Agencja Omnipress i Wydawnictwo Spółdzielcze (1990) ISBN 83-85028-50-1 ISBN 83-209-0794-2 (Tytuł oryginału: Power and principle. Memoris of the National Security Adviser 1977-1981).
- Grand Failure: The Birth and Death of Communism in the Twentieth Century (1990); wyd. pol.  Wielkie bankructwo. Narodziny i śmierć komunizmu w XX wieku, Paryż, Instytut Literacki, 1990, ISBN 2-7168-0124-X, tłum. Krystyna Tarnowska i Andrzej Konarek.
- Bezład. Polityka światowa na progu XXI wieku (1993), wyd. Editions Spotkania (1994), ISBN 83-7115-004-0 (Tytuł oryginału: Out Of Control. Global Turmoil on the Eve of the Twenty-First Century)
- The Grand Chessboard. American Primacy and Its Geostrategic Imperatives (1997) Wielka szachownica. Główne cele polityki amerykańskiej, „Świat Książki”, Warszawa 1998, ISBN 83-7129-741-6, tłum. Tomasz Wyżyński.
- Second Chance. Three Presidents and the Crisis of American Superpower (2007); wyd. pol. Druga szansa. Trzej prezydenci i kryzys amerykańskiego supermocarstwa, Warszawa, Świat Książki – Bertelsmann Media, 2008, ISBN 978-83-247-0804-8, tłum. Małgorzata Szubert.

## Obecność w kulturze
W powieści Piąta Międzynarodówka Jacka Kinga, autor sportretował Brzezińskiego w roli jednej z kluczowych postaci jako Zbigniewa Penskiego. Jest również drugoplanową postacią w powieści Ericha Segala Absolwenci (tytuł oryginalny: The Class, 1985).
Postać Zbigniewa Brzezińskiego występuje w polskim thrillerze politycznym Jack Strong (2014) w reżyserii Władysława Pasikowskiego. Rolę zagrał Krzysztof Pieczyński.
Andrzej Lubowski jest autorem biografii Zbigniewa Brzezińskiego, zatytułowanej Zbig. Człowiek, który podminował Kreml (2011).